# Bouchard de Avesnes
Bouchard de Avesnes, nacido hacia 1170, fue señor de Étrœungt y bailío de Henao a la muerte de Balduino VI. Casado con Margarita de Constantinopla, su matrimonio fue anulado por el papa Inocencio III al tenerse noticia de su previa ordenación como subdiácono.

## Biografía
Bouchard fue hijo de Jacobo, señor de Avesnes, de Condé y de Leuze, y de Adela, señora de Guisa, hermano menor de Gualterio II de Avesnes.
Miembro de una de las más distinguidas familias de Henao, su juventud aparece envuelta en brumas, pues en tanto algunas fuentes lo presentan participando en torneos y justas antes de 1195, habiendo sido armado caballero por el mismo Ricardo Corazón de León, a quien su padre acompañó en 1191 a la cruzada, otras fuentes señalan que, tras estudiar derecho en la escuela de Orleans, inició la carrera eclesiástica, ordenándose como subdiácono y recibiendo un canonicato en la iglesia de Laon.  Una bula del papa Inocencio III del 12 de diciembre de 1211 le acusaba ya de haber cambiado los hábitos eclesiásticos por la espada.
Nombrado bailío del condado de Henao, en 1212 se le encomendó la tutela de Margarita de Constantinopla, la hija menor de Balduino, conde de Flandes y de Henao, muerto en 1205. En este cargo se opuso a los proyectos matrimoniales que para Margarita preparaban el rey de Francia Felipe Augusto y la propia hermana de Margarita, Juana, quien con su esposo Fernando de Portugal, proyectaba un matrimonio con el conde de Salisbury para reforzar los lazos de Flandes con Inglaterra. 

### Matrimonio con Margarita de Constantinopla
Inmediatamente, y con la conformidad del rey de Francia, Bouchard contrajo matrimonio con Margarita en el castillo de Quesnoy dando luego cuenta a Juana y a su esposo que, embarcados en una guerra con Francia, hubieron de avenirse y nombrar árbitros para resolver la reclamación por Margarita de su parte de la herencia. Tras la batalla de Bouvines (julio de 1214) que puso fin a la guerra, en la que Bouchard combatió de lado flamenco, el matrimonio fue denunciado ante el papa Inocencio III por Juana o, según otras fuentes, por el rey de Francia, alegando la previa ordenación de Bouchard .

### Anulación del matrimonio
En pleno Concilio de Letrán (1215), Inocencio III decidió anular el matrimonio por contrario al celibato eclesiástico, tras solicitar del obispo de Arras la confirmación de la previa ordenación como subdiácono. Ante la negativa de los esposos a acatar la sentencia que ordenaba su separación, Bouchard fue excomulgado el 19 de enero de 1216, sentencia luego confirmada por Honorio III. Las tropas de la condesa Juana entraron entonces en las tierras de Bouchard , que sería apresado en Étrœungt y retenido en Gante. Refugiados en el castillo de Houffalize en las Ardenas, bajo la protección del duque de Luxemburgo Waleran III de Limburgo, tuvieron dos hijos, Juan en 1218 y Balduino, el futuro cronista, en 1219.
Finalmente, tras una tercera sentencia papal dictada en 1219 por la que se excomulgaba a cuantos diesen refugio al matrimonio, Bouchard marchó a Roma para obtener el perdón y la dispensa papal. Según algunas fuentes, el papa le ordenó peregrinar a Tierra Santa, donde Juan de Brienne le recibió amistosamente. Aprovechando la separación, Juana convenció a Margarita para que aceptase la disolución del matrimonio y contrajese uno nuevo en 1223 con Guillermo II de Dampierre, con quien iba a tener otros cinco hijos.
Se ignora la fecha de la muerte de Bouchard . Algunas fuentes indican que pudo ser degollado por orden de Juana en la fortaleza de Rupelmonde tras su cautiverio en Gante y antes del segundo matrimonio de Margarita. Parece más probable, sin embargo, que el viaje a Roma y la peregrinación a Tierra Santa, si tuvo lugar, ocurriesen tras su liberación. Es posible también que de Roma retornase rápidamente a Henao, donde en 1225 habría sido uno de los que no dudaron en reconocer al falso rey Balduino y puesto en él su confianza, muriendo hacia 1244.

## Cuestionamiento de la legitimidad de su descendencia
Los hijos habidos de su matrimonio con Margarita fueron entregados a un hermano de Guillermo de Dampierre y retenidos diez años en un castillo de Auvernia. Convertida Margarita en condesa de Flandes y de Henao al morir en 1244 su hermana Juana sin descendencia, estalló el conflicto entre los hijos de los dos matrimonios por la herencia. Margarita se apoyó en los Dampierre, pretendiendo el reconocimiento del mayor de ellos como su heredero, frente a las pretensiones de Juan de Avesnes, cuya legitimidad se había puesto en cuestión al negarse validez al primer matrimonio. 
Juan de Avesnes, contando con el apoyo de los caballeros de Henao, acudió en 1246 a la mediación de san Luis, rey de Francia, que resolvió partir la herencia, entregando el condado de Flandes a los Dampierre y el de Henao a los Avesnes. La guerra, con todo, resultó inevitable y en ella Margarita mostró total desafección hacia los hijos de su primer matrimonio, ganándose en Henao el sobrenombre de la Negra. Al tiempo, los Avesnes reclamaron nuevos informes jurídicos para sostener su legitimidad, alegando que antes del concilio de Letrán el matrimonio no estaba vedado a los subdiáconos, que no se había celebrado en secreto, como se pretendía, y que había sido contraído por Margarita libremente y de buena fe. Por fin, el 24 de noviembre de 1249, autorizado por una bula de Inocencio IV, el abad de Châlons consideró las pruebas aportadas por los hermanos suficientes y declaró legítimo su nacimiento. Pero la guerra continuó hasta 1256, cuando tras una nueva intervención del rey de Francia, confirmando su primera resolución, los Dampierre renunciaron definitivamente al condado de Henao.